# Campagna dell'Africa Tedesca del Sud-Ovest
La campagna dell'Africa Tedesca del Sud-Ovest fu la conquista e l'occupazione della colonia dell'Africa Tedesca del Sud-Ovest (Namibia) effettuata dal Sudafrica per conto dell'Impero britannico durante la prima guerra mondiale. Le operazioni iniziarono nel settembre 1914 e si conclusero nel luglio 1915.
Si trattò dell'unica campagna della prima guerra mondiale interamente pianificata e condotta da un Dominion.

## Il contesto storico
L'Africa Tedesca del Sud-Ovest era per dimensioni la seconda colonia tedesca. Era stata istituita nel 1884 per contrastare la colonizzazione inglese nella zona. Dal punto di vista geografico, si trattava di un territorio in gran parte desertico, con la popolazione tedesca concentrata principalmente presso la capitale, Windhuk, situata nell'interno.
Allo scoppio della guerra, il primo ministro sudafricano Louis Botha richiese alla Gran Bretagna il permesso di costituire una forza di difesa chiamata South African Defence Force, da porre a difesa del dominion. La risposta di Londra fu che queste truppe avrebbero reso un grosso servigio all'impero se fossero state utilizzate per invadere la limitrofa colonia tedesca. Quindi, i sudafricani mobilitarono una forza di circa 50 000 soldati.
Le truppe tedesche nella colonia erano piuttosto scarse. In dettaglio, si trattava di circa 3 000 uomini della Schutztruppe e di 7 000 coloni maschi. Gli ufficiali non erano preparati per la guerra, ma dati i buoni rapporti con i Boeri - che la Germania aveva sostenuto in occasione della seconda guerra boera - i tedeschi contavano su una rivolta di questi ultimi.

## La campagna

### L'inizio delle operazioni
Nel settembre 1914, i sudafricani furono in grado di sbarcare truppe presso la città di Lüderitz e ad occuparla. Sempre nello stesso mese, gli uomini di Botha iniziarono l'invasione. Tuttavia, le truppe sudafricane furono sconfitte il 26 settembre presso Sandfontein, sul fiume Orange. Qui una forza di 300 soldati (avanguardia di una colonna di 1 800 uomini) fu interamente distrutta, e gli uomini catturati ed uccisi, da 1 200 tedeschi. I prigionieri furono poi liberati.

### La rivolta boera
Nell'ottobre 1914 il generale boero Manie Maritz, proclamò l'indipendenza dalla Gran Bretagna dello Stato Libero dell'Orange, del Sudafrica, della Provincia del Capo e del Natal, chiedendo a tutti gli abitanti di pelle bianca di imbracciare le armi. In breve tempo riuscì a raccogliere intorno a sé una forza di 12 000 uomini. Questo evento costrinse Botha ad interrompere l'offensiva ed a proclamare la legge marziale il 14 ottobre. Già dieci giorni dopo, Maritz venne sconfitto, anche se la ribellione fu definitivamente soppressa solo nel febbraio 1915. I ribelli furono condannati ad alcuni anni di carcere, anche se vennero poi liberati due anni dopo in seguito ad un'amnistia.

### La vittoria sudafricana
Alla fine di novembre, i sudafricani ripresero l'offensiva. Le forze di invasione avanzarono su due direttrici: da nord, partendo da Swakopmund, sotto il comando dello stesso Botha, e da sud sotto il comando di Jan Smuts. Le forze di Botha, avanzando verso l'interno, il 5 maggio occuparono il nodo ferroviario di Karibib e, il 12 maggio, la capitale Windhuk senza combattere. Smuts, invece, il 20 aprile si ricongiunse con le forze provenienti da Lüderitz, e pochi giorni dopo entrò a Gibeon.
Dopo la caduta della capitale, i tedeschi iniziarono a discutere i termini della resa. Le truppe germaniche furono spinte sempre più nel nord del Paese, e si arresero il 9 luglio.

## Epilogo
Il 30 luglio, Botha tornò a Città del Capo, dove fu accolto come un eroe. La campagna era costata ai sudafricani 113 caduti, mentre le perdite tedesche ammontavano a 1 331 unità.
Il Sudafrica prese possesso della colonia, che divenne indipendente con il nome di Namibia solo il 21 marzo 1990.